# João Maria Eugénio de Almeida
João Maria Eugénio de Almeida (1874 - 1935), foi o primeiro e único Conde de Arge.

## Biografia
Nasceu em 1874, em Lisboa, e faleceu em 1935, em Londres. Era filho de Carlos Maria Eugénio de Almeida, comendador da Ordem de Nossa Senhora da Conceição de Vila Viçosa, e de Maria do Patrocínio Biester de Barros Lima, de origem holandesa (Ela era bisneta de Friedrich Biester, um conde holandês que chegou a Portugal em princípios do século XVIII). Foi amigo e confidente do rei D. Carlos I de Portugal, e recebeu o título de Embaixador na Inglaterra. Em 1898, retornou a Portugal, e foi agraciado com o título de Conde de Arge.

## Conde de Arge
Título nobiliárquico criado em 29 de Dezembro de 1898 pelo rei D. Carlos I de Portugal.

## Descendentes
Foi casado, em Portugal, com Mariana Pinto Leite, filha de Júlio Pinto Leite, 1º conde dos Olivais, e Clotilde da Veiga Araújo, 2ª viscondessa dos Olivais. O casamento não produziu descendentes.